# Маргаритис Дзимас
Маргаритис Дзимас (на гръцки: Μαργαρίτης Τζίμας) е гръцки политик, министър.

## Биография
Роден е на 14 март 1954 година в Окчилар (Токсотес), Гърция. Завършва Физическия факултет на Солунския университет „Аристотел“ през 1976 година. Женен е за актрисата Мелина Ботели и има три деца. През 1974 той е един от учредителите на партията Нова демокрация. В периода 1982-1990 година е общински съветник в град Драма. Четири мандата е кмет на града от 1990 до 2002 година от листата на Нова демокрация. От 20 септември 2007 до 8 януари 2009 година е министър на Македония и Тракия.